# Nina Kraviz
Nina Kraviz, pseudonimo di Damela Ayer (Irkutsk, 15 ottobre 1982), è una disc jockey, produttrice discografica e cantante russa.
Per quattro anni consecutivi (2018–2021) è stata presente nella prestigiosa classifica Top100Djs della rivista Dj Magazine con il piazzamento più alto al n°54 nel 2021.

## Biografia
Nata in Siberia, si trasferisce a Mosca nel 2001, iscrivendosi alla facoltà di odontoiatria dell'università cittadina; qui inizia la sua carriera musicale, con la formazione del trio MySpaceRocket, che realizza un 12" nel 2007 dal titolo AMOK. Dal 2009 la Kraviz intraprende una carriera da Dj solista, incidendo nel 2011 il singolo Ghetto Kraviz, che anticipa l'album Nina Kraviz, pubblicato nel febbraio 2012.
Nel marzo 2013 viene pubblicato da Resident Advisor il video Between The Beats: Nina Kraviz, un documentario/intervista alla DJ, nel quale vengono trattati i temi della femminilità e della sessualità nell'ambito della musica elettronica. Nel tour dello stesso anno ha suonato in discoteche e locali di fama internazionale, come lo Space di Ibiza e il Cavo Paradiso di Mykonos. Dopo aver pubblicato per etichette quali Rekids e Underground Quality, nel 2014 fonda la label discografica трип (pronuncia «trip»). Nel 2020 ha prodotto alcuni brani presenti nel videogioco Cyberpunk 2077, nel quale interpreta anche un personaggio.

## Discografia

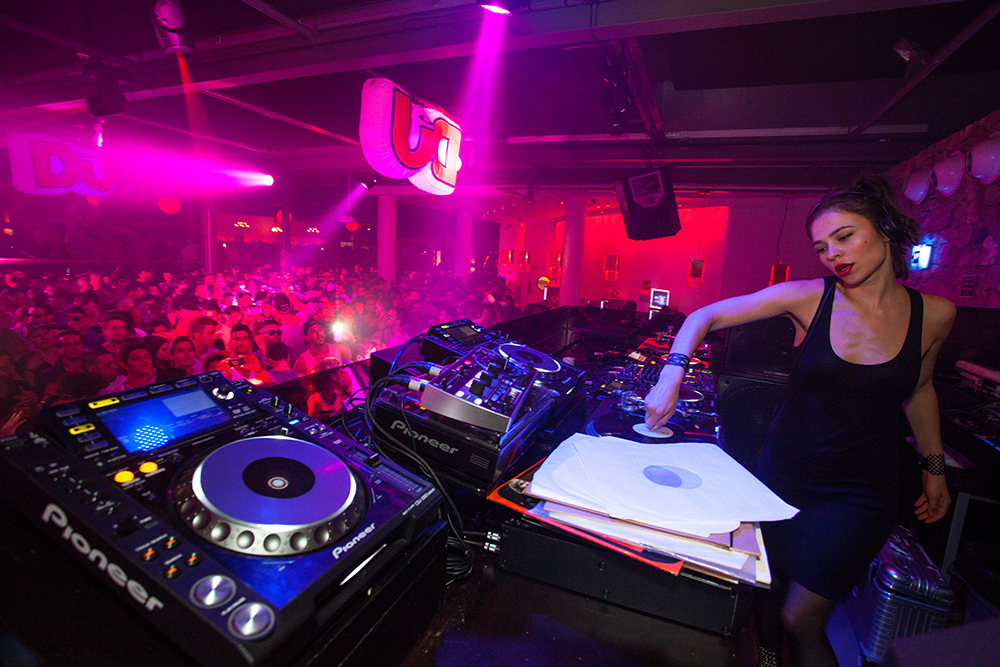
Nina Kraviz allo Space di Ibiza nel 2013

### Album in studio
- 2012 – Nina Kraviz (Rekids)

### Album di remix
- 2012 - The Remixes (Rekids)

### EP
- 2009 - First Time EP
- 2011 - Ghetto Kraviz (Rekids)
- 2013 – Mr Jones (Rekids)
- 2019 - stranno stranno. neobjatno. (trip)

### Compilation
- 2015 – DJ-Kicks
- 2016 - Fabric 91

### Colonne sonore
- 2021 – Cyberpunk 2077: Radio, Vol. 4 (Original Soundtrack) (con Bara Nova)

### Singoli
- 2009 - Voices
- 2009 - Pain in the Ass
- 2009 - Hotter Than July
- 2010 - I'm Week
- 2010 - Moses (vs Sascha Funkel)
- 2010 - Zlobnii Mikrob
- 2010 - The Loop
- 2012 - Aus
- 2012 - Choices
- 2012 - Taxi Talk
- 2015 - Let's Do It
- 2015 - Don't Mind Wrong Keys
- 2017 - Pochuvstvui
- 2017 - You Take
- 2018 - Opa
- 2018 - Hi Josh
- 2021 - This Time
- 2021 - Skyscrapers
- 2022 - Hace ejercicios
- 2023 - Tarde

### Remix
- 2019 – St. Vincent — New York (Nina Kraviz Vocal Remix)[7]

## Premi e riconoscimenti
DJ Awards
- 2015 – Nomina per il premio Techno Award[8]

Top 100 DJ di DJ Magazine
| Anno | Posizione | Note      | Rif.  |
| ---- | --------- | --------- | ----- |
| 2018 | 97        | New entry | [ 9 ] |
| 2019 | 60        |           | [ 9 ] |
| 2020 | 66        |           | [ 9 ] |

- 2021: #54

International Dance Music Awards
| Anno | Categoria                               | Risultato       | Rif.   |
| ---- | --------------------------------------- | --------------- | ------ |
| 2018 | Miglior artista femminile (Underground) | Vincitore/trice | [ 10 ] |
| 2019 | Miglior artista techno femminile        | Candidato/a     | [ 11 ] |
| 2020 | Miglior artista techno femminile        | Candidato/a     | [ 12 ] |